# Michnov
Michnov (německy Michenau) je osada obce Březsko v okrese Prostějov v Olomouckém kraji. Nachází se jihovýchodně od Březska a svým zastavěným územím navazuje na jeho zástavbu. Nachází se asi 3 km severovýchodně od Konice, 23 km severozápadně od Prostějova a asi 30 km západně od Olomouce.
Osada byla založena v roce 1785 rozdělením pozemků panského dvora. Michnov se původně dělil na dvě osady: Michnov 1. díl a Michnov 2. díl.
V Michnově je registrováno 23 čísel popisných. Nachází se zde malý rybník a přístřešek. Nedaleko je rovněž kaple svatého Libora a fotovoltaická elektrárna.
| Rok            | 1869           | 1880           | 1890           | 1900           | 1910           | 1921           | 1930           | 1950           | 1961           | 1970           | 1980           |
| Michnov 1. díl | Michnov 1. díl | Michnov 1. díl | Michnov 1. díl | Michnov 1. díl | Michnov 1. díl | Michnov 1. díl | Michnov 1. díl | Michnov 1. díl | Michnov 1. díl | Michnov 1. díl | Michnov 1. díl |
| -------------- | -------------- | -------------- | -------------- | -------------- | -------------- | -------------- | -------------- | -------------- | -------------- | -------------- | -------------- |
| Počet obyvatel | 280            | 197            | 205            | 178            | 168            | 177            | 162            | –              | –              | –              | –              |
| Počet domů     | 44             | 32             | 32             | 32             | 33             | 36             | 36             | 4              | –              | –              | –              |
| Michnov 2. díl |                |                |                |                |                |                |                |                |                |                |                |
| Počet obyvatel | –              | 95             | 73             | 63             | 87             | 68             | 64             | 48             | 61             | 49             | 35             |
| Počet domů     | –              | 14             | 15             | 14             | 15             | 14             | 14             | 14             | 11             | 11             | 10             |